# Spöket blir varulv
Spöket blir varulv är den åttonde boken i den fristående Arvo, killen från framtiden-serien. Boken är skriven av Thea Oljelund 1978. Den utgavs av B. Wahlströms bokförlag. Omslaget ritades av Rolf Emne.